# Heterophyllaea lycioides
Heterophyllaea lycioides là một loài thực vật có hoa trong họ Thiến thảo. Loài này được (Rusby) Sandwith mô tả khoa học đầu tiên năm 1949.